# Comfortably Numb
Comfortably Numb è un singolo del gruppo musicale britannico Pink Floyd, pubblicato nel giugno 1980 come terzo estratto dall'undicesimo album in studio The Wall.
Nel 2004 fu inserito alla posizione numero 321 nella lista dei 500 migliori brani musicali stilata dalla rivista Rolling Stone, salendo alla posizione 179 nel 2021.

## Descrizione
Mentre la maggior parte delle canzoni in The Wall furono scritte da Roger Waters, la musica di Comfortably Numb fu composta interamente da David Gilmour, che inizialmente l'aveva scritta per il suo primo album da solista, ma in seguito aveva deciso di portare la demo del brano alle registrazioni di The Wall. La canzone è l'unica nell'album (eccetto Mother) separata sia dalla traccia precedente (Bring the Boys Back Home) che da quella successiva (The Show Must Go On). Questo perché nell'LP originale il brano era l'ultimo del terzo lato.

Secondo la rivista Rolling Stone il testo deriva da un'esperienza di Waters a cui, durante il tour del 1977 per pubblicizzare Animals, un dottore aveva dovuto iniettare un medicinale per l'epatite, prima di un concerto a Philadelphia. A proposito di quel tour Waters ha detto: 

### Composizione
La canzone dura circa 6 minuti e 18 secondi. Inizia con l'entrata in contemporanea di un basso elettrico, una batteria e un sintetizzatore. I versi sono suddivisi in modo che la canzone sembri un dialogo tra Pink (David Gilmour) e un dottore (Waters). La voce di quest'ultimo apre la canzone, mentre Gilmour canta i due ritornelli.
Il brano presenta due assoli di chitarra elettrica, entrambi eseguiti da Gilmour. Il primo assolo, eseguito dopo il primo ritornello, è breve e riproduce la melodia della canzone. L'ultimo assolo (o coda) termina la canzone. È decisamente più lungo e termina con una dissolvenza graduale. Quest'assolo si trova al quarto posto della classifica I 100 assoli più belli stilata dalla rivista Guitar World.; inoltre nell'agosto del 2006 gli ascoltatori della stazione radio britannica Planet Rock lo votano come il più bell'assolo di tutti i tempi Per inciderlo secondo alcune fonti Gilmour utilizzò la sua Gibson Les Paul Gold top del 1955 dotata di pickup P-90, mentre per altre impiegò la sua classica Black Stratocaster del 1969.

### Registrazione
Durante la fase di registrazione ci furono contrasti fra i due autori sulla velocità del ritmo e sull'arrangiamento tanto che in studio si arrivò a lavorare su due diverse tracce per poi arrivare a un compromesso che portò alla versione pubblicata la quale, inoltre, è l'unica con il finale sfumato al fine di adeguarla alla lunghezza della faccia del disco.

Waters e Gilmour non erano d'accordo su come registrare il brano, dato che Gilmour preferiva uno stile più grunge, ma alla fine prevalse l'idea di Waters, che decise di registrare la versione apparsa infine nel disco. Gilmour, anni dopo, disse:

### Trama
Come le altre canzoni nell'album The Wall, Comfortably Numb racconta una parte della storia di Pink, il protagonista.
Il viaggio di Pink nel passato viene interrotto e allo stesso tempo intensificato quando il suo manager fa irruzione nella sua stanza d'albergo e si fa iniettare da un medico un tranquillizzante che lo farà uscire dal suo malessere indotto dalla droga, assicurandosi che possa ancora esibirsi in un concerto più tardi quella sera.
Alle parole del medico Pink risponde confusamente ricordando momenti dell'infanzia correlandoli alla situazione nella quale è precipitato, ma tutto in modo "piacevolmente intorpidito" ed abulico. Il testo è scritto come una conversazione, con la voce di Waters per il dottore e quella di Gilmour per Pink.

## Versione video
Un gruppo di persone formato dal manager di Pink (Bob Hoskins), il proprietario dell'albergo (Michael Ensign), alcuni paramedici e altre persone irrompono nella camera di Pink, trovandolo in stato di incoscienza seduto su una poltrona, davanti alla televisione. Il proprietario dell'hotel non dimostra compassione per Pink, mentre il suo manager insiste sul fatto che "È un artista", per farlo soccorrere il più rapidamente possibile.
Dopo l'iniezione di un farmaco nel braccio di Pink, i paramedici lo trascinano dentro la sua limousine, pronta per portarlo al concerto. Durante il viaggio il farmaco causa a Pink alcune allucinazioni, che mostrano il suo corpo in putrefazione, che cade e si strappa come se fosse un costume, mostrando alla fine il protagonista in una divisa simile a quella di un nazista.
A queste scene si alternano dei flashback che mostrano Pink da bambino che trova un topo di campagna e lo mostra alla madre, che si spaventa alla vista dell'animale. Questa reazione spinge Pink a nascondere il topo in una baracca vicino a casa sua. Tornerà alla baracca dopo alcuni giorni, a causa di una febbre che l'ha tenuto a letto: sarà troppo tardi per il topo, trovato morto, e poi gettato in un fiume che scorre lì vicino, altra metafora della solitudine di cui Pink sta soffrendo.

## Versioni dal vivo

### Pink Floyd
Nel tour The Wall del 1980-81, durante i concerti nei quali veniva eretto un muro sul palco, la canzone veniva eseguita con Roger Waters al di fuori del muro, vestito come un dottore, e con David Gilmour al di sopra del muro, su una piattaforma, sotto la forte luce di un riflettore. Gilmour afferma più volte che il momento dell'assolo finale era una delle poche opportunità che aveva di improvvisare durante il concerto.
Dopo l'abbandono di Waters, i Pink Floyd eseguirono il brano con Richard Wright, Guy Pratt e Jon Carin alla voce e la melodia è leggermente differente.
Nel dicembre 1988 viene pubblicato un video della performance dal vivo del brano, tratto da Delicate Sound of Thunder, che raggiunse la posizione numero 11 nella classifica Top 20 dei video su MTV. Confrontato con l'originale, il video è due minuti più corto e presenta alcune riprese fatte da angolature diverse. È proprio in questa occasione che Gilmour esegue quello che molti fan ritengono l'assolo di chitarra perfetto, classificandolo come tra i migliori di tutti i tempi nella storia del rock.
Una versione della canzone, lunga 10 minuti, viene eseguita il 20 ottobre 1994 alla Earls Court di Londra, durante il tour The Division Bell.
Durante la reunion della band al Live 8 di Londra, Comfortably Numb viene eseguita al termine dell'esibizione. Sarà l'ultima volta nella lunga storia della canzone dove tutti i 4 membri della band sono visibili dal pubblico.

### David Gilmour
Gilmour eseguì la canzone in tutti i suoi concerti da solista.
Nel suo tour del 1984, per promuovere il suo album About Face, la canzone viene chiamata Come On Big Bum. Le strofe venivano cantate dai membri della band Gregg Deghart e Mickey Feat. Nel 2001 e nel 2002, durante alcuni concerti, le strofe furono cantate da alcuni cantanti ospiti come: Robert Wyatt, Bob Geldof, Kate Bush e Durga McBroom.
Durante i concerti del 2006, Richard Wright eseguì la parte di Waters. Il 29 maggio 2006 alla Royal Albert Hall di Londra, David Bowie, ospite speciale, canta la parte di Waters.

### Roger Waters
Dopo aver lasciato i Pink Floyd Waters eseguì il brano nel concerto The Wall - Live in Berlin, il 21 luglio 1990. Nella versione presentata in questo concerto Van Morrison eseguì la parte vocale di Gilmour insieme a Rick Danko e Levon Helm, con Rick DiFonzo e Snowy White alle chitarre, accompagnati dalla Berlin Radio Symphony Orchestra. Questa versione venne anche inclusa nella colonna sonora del film The Departed - Il bene e il male ed è stata inclusa nella raccolta del 2007 di Van Morrison, Van Morrison at the Movies.
Waters eseguì il brano anche nel 1991 al festival spagnolo Guitar Legends e nel 1992 durante un concerto di beneficenza a Los Angeles. Al 12-12-12: The Concert for Sandy Relief tenuto al Madison Square Garden di New York Water lo ha eseguito insieme a Eddie Vedder.
Nel 2022 ha registrato nuovamente la canzone inserendola come traccia di apertura in tutte le tappe del tour This Is Not a Drill. Il brano è stato ridenominato Comfortably Numb 2022 ed è stato inserito nell'album The Lockdown Sessions, album registrato dall'artista durante la pandemia di COVID-19.

## Cover
Nel 2001 il gruppo country canadese Luther Wright and the Wrongs inserì una versione della canzone nel suo album Rebuild the Wall, una rivisitazione traccia per traccia dell'album The Wall in chiave country. In questa versione l'urlo udibile nella seconda strofa cantata originariamente da Waters venne sostituito dal muggire di una mucca.
Nel 2002 i Scissor Sisters pubblicò una versione dance di questa canzone su etichetta Polydor. Sebbene la cover (cantata interamente in falsetto) fu accolta negativamente dai fan dei Pink Floyd, Gilmour e Nick Mason hanno espresso apprezzamenti per il gruppo. Anche Waters ha contattato la band congratulandosi per la versione. La canzone è cantata in uno stile che rievoca l'era della disco music dei Bee Gees, e in particolare Stayin' Alive. La parola "I" nel ritornello "I have become comfortably numb" è cantata con lo stesso stile di "ah ha ha ha" nel ritornello di Stayin' Alive.

Nel 2005 Dar Williams incluse una versione di Comfortably Numb nel suo album My Better Self, duettando con Ani DiFranco. A tal proposito, Williams dichiarò: 
Sempre nel 2005 Billy Sherwood e due membri degli Yes, Chris Squire e Alan White, registrarono una cover della canzone per Back Against The Wall, un album di tributo a The Wall. Nel 2008, il trio jazz americano The bad plus, accompagnato per l'occasione dalla cantante Wendy Lewis, realizzò la propria versione del brano, incidendola nell'album For All I Care e portandola in tour.
Anche i Dream Theater hanno eseguito dal vivo questo brano. Per l'occasione si sono uniti ai Queensrÿche, gruppo heavy metal e progressive metal statunitense. Eddie Vedder propone saltuariamente il brano nei suoi tour da solista.

## Influenza culturale
Il commediografo Tom Stoppard ha affermato di aver scritto la maggior parte della trilogia The Coast of Utopia ascoltando ripetutamente questo brano.
Il brano è anche stato usato nella colonna sonora del film The Departed - Il bene e il male, nella versione live tratta dal concerto del 1990 The Wall Live in Berlin, cantata da Roger Waters, Levon Helm, Garth Hudson, Rick Danko e Van Morrison.

## Tracce
1. Comfortably Numb – 3:59 (Roger Waters, David Gilmour)
2. Hey You – 4:40 (Roger Waters)

## Formazione
Pink Floyd
- Roger Waters – voce principale (strofe) e cori, basso elettrico
- David Gilmour – voce principale (ritornelli), chitarra principale e acustica, pedal steel guitar, sintetizzatore Prophet-5
- Nick Mason – batteria
- Richard Wright – organo

Altri musicisti
- Lee Ritenour – chitarra acustica
- Michael Kamen – arrangiamenti orchestrali
- New York Symphony Orchestra